# Haplophyllum eriocarpum
Espèce
Classification APG III (2009)
Haplophyllum eriocarpum est une espèce de plantes du genre Haplophyllum appartenant à la famille des Rutaceae qui a été décrite en 1895 par Josef Franz Freyn dans le Bulletin de l'Herbier Boissier. C'est une plante originaire d'Asie mineure.